# Shanghai Tower

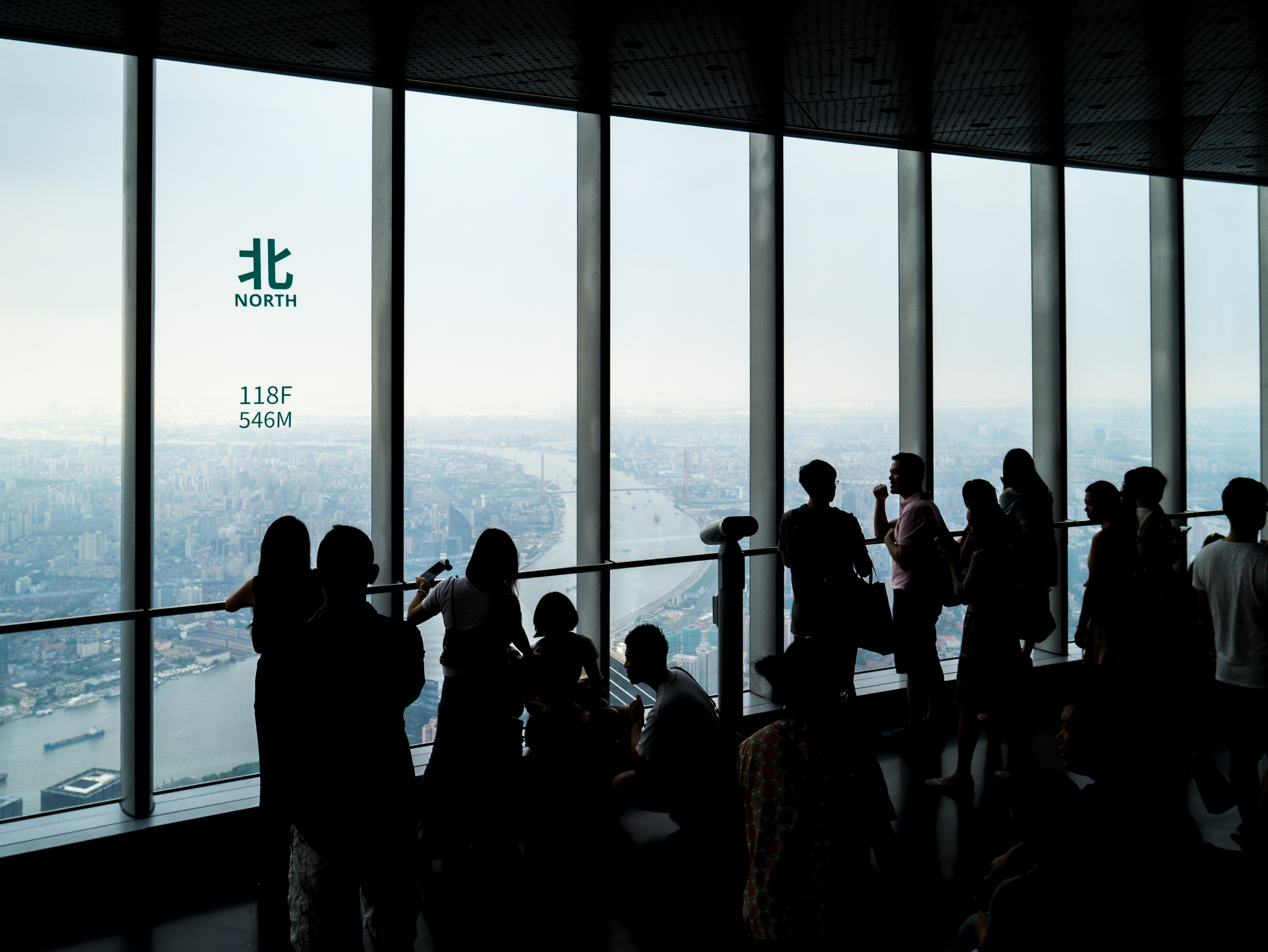
Blick von der Shanghai Tower Aussichtsplattform, August 2016

Der Shanghai Tower (chinesisch 上海中心大厦, Pinyin Shànghǎi zhōngxīn dàshà – „Shanghai-Zentrum-Turm“) ist ein Wolkenkratzer im Bezirk Pudong in Shanghai,   der am 3. August 2013 seine Endhöhe von 632 Meter erreichte. Das Gebäude weist 128 Etagen über und fünf Etagen unter der Erde mit einer Brutto-Grundfläche von insgesamt 420.000 m² auf. Es hat 106 Aufzüge und eine Lobby im 101. Stockwerk. Zusammen mit dem 420 Meter hohen Jin Mao Tower und dem 492 Meter hohen Shanghai World Financial Center bildet es ein Ensemble von drei sehr hohen Wolkenkratzern im Finanzdistrikt Pudong.
Der Shanghai Tower war beim Richtfest im August 2013 das höchste Bauwerk Chinas und das dritthöchste der Erde, nach dem Burj Khalifa in Dubai (828 m) und dem Sky Tree in Tokio (634 m). Im Sommer 2015 wurde der Wolkenkratzer fertiggestellt. Seit 2021 ist der Shanghai Tower vom Merdeka 118 in Kuala Lumpur (678 m) auf den dritten Platz der höchsten Gebäude, bzw. dem vierten der höchsten Bauwerke verdrängt worden.
Die Aussichtsplattform in der 121. Etage liegt mit 562,1 m etwas höher als die des Burj Khalifa (555,7 m).

## Planungen
Planungen für den Finanzbezirk Lujiazui reichen zurück bis 1993. Sie zeigten drei hohe Wolkenkratzer, die nahe beieinander stehen. Zwei waren bereits fertiggestellt: der Jin Mao Tower wurde 1998 vollendet und das Shanghai World Financial Center im Jahre 2008.
Nachdem Entwürfe mehrerer Architekturbüros eingereicht wurden, hatten zwei Vorschläge das Finale im Frühjahr 2008 erreicht. Beide Projekte sahen einen 580 Meter hohen Turm vor. Das US-amerikanische Architekturbüro Gensler gewann im Juni den ersten Platz. Das von einer gläsernen Vorhangfassade umfasste Gebäude sollte als in sich verdrehter Turm entstehen. Zu den Tragwerksplanern gehörten das Ingenieurbüro Thornton Tomasetti und Ding Jiemin.

## Architektur

### Details
Mit einer Höhe von 632 Metern ist der Shanghai Tower das höchste Gebäude der Stadt und Chinas. Er übertrifft das benachbarte 492 Meter hohe Shanghai World Financial Center deutlich. Lediglich der 828 Meter hohe Burj Khalifa in Dubai und der Merdeka 118 in Kuala Lumpur (678,9 m) sind höher. Seit März 2016 ist die auf 561 Metern Höhe gelegene, offene Aussichtsplattform öffentlich zugänglich.
Diese ist damit höher gelegen als jene auf dem Shanghai World Financial Center und auch höher als die bisher höchste Aussichtsplattform auf dem Mecca Royal Clock Tower Hotels in Mekka auf 558 Metern. Die Etagen werden für verschiedene Zwecke verwendet: Mehrere Büroräume, ein luxuriöses Hotel und Ausstellungsräume. Im unteren Bereich soll nach den Planungen außerdem ein Einkaufszentrum entstehen.
Der Turm besteht innen aus neun zylindrischen, aufeinandergestapelten Segmenten, die von einer Glasfassade eingefasst werden. Die äußere Fassade verdreht sich nach oben. Dazwischen sollen Hallengärten in verschiedenen Höhen als öffentliche Plätze für die Einwohner Shanghais entstehen. Am Fuß des Turms werden weitere Erholungsmöglichkeiten und Veranstaltungsräume eingerichtet.
Marschall Strabala, Mitarbeiter von Gensler, formulierte in einem Interview, dass der Shanghai Tower „Chinas dynamische Zukunft vertreten wird… Es wird ein eindrückliches Gebäude werden, mit dem China sowohl auf die Zukunft dieser geschäftigen und sich immer verändernden Metropole als auch auf die Zukunft des dynamischen chinesischen Geistes schauen wird. Es wird keinen anderen so einzigartigen und ausgereiften Turm auf der Welt geben.“

### Nachhaltigkeit
Gemäß dem Entwurf soll die Fassade so konstruiert sein, dass sie die Windbelastung des inneren Rings um 24 Prozent reduzieren kann, wodurch viel Baumaterial eingespart werden soll. Die Verdrehung soll auch dazu verwendet werden, Regenwasser für die Klimaanlage und die Heizung zu sammeln. Windturbinen sollen zudem Energie für das Gebäude liefern. Es ist das erste Gebäude dieser Größenordnung, das durch ein Doppelwandsystem quasi wie eine Thermoskanne aufgebaut ist und dadurch Energie sparen soll.
Die Eigentümer des Shanghai Turms hoffen, vom „China Green Building Committee“ und vom U.S. Green Building Council für die Nachhaltigkeit ausgezeichnet zu werden.

## Bau

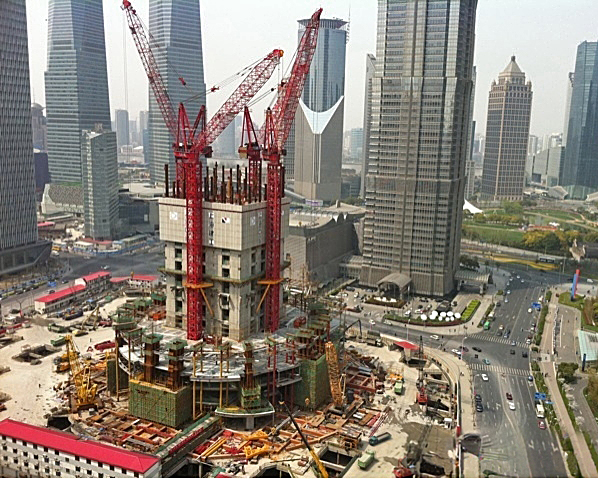
Baustelle des Shanghai Towers, April 2011

Im Jahr 2008 wurde der Bauplatz vorbereitet.   Am 29. November 2008 wurde der Grundstein gelegt, nachdem der Turm eine Umweltverträglichkeitsprüfung bestanden hatte. Im April 2010 wurden die ersten beiden festen Baukräne installiert. Nachdem das Bauwerk im Januar 2011 Straßenhöhe erreichte und der Gebäudekern bereits einige Etagen über den Grund hinausgewachsen war, wurden zwei weitere Kräne aufgebaut, sodass nunmehr vier Kräne auf der Baustelle aktiv waren. Im Februar 2012 wurde mit der Errichtung der Stockwerke begonnen, Ende September 2012 waren im Rohbau bereits 80 Etagen errichtet. Im Oktober 2012 wurde mit der Installation der Glasscheiben an der Fassade in den unteren Etagen begonnen. Anfang Juli 2013 hatte das Bauwerk 119 Etagen erreicht und war rund 575 Meter hoch. Anfang August 2013 erreichte der Turm mit dem Gebäudekern seine Endhöhe.
Das Gebäude sollte während der Planungsphase zur Expo 2010 fertig werden. Später wurde das Jahr 2014 als Eröffnungstermin angestrebt. Die endgültige Fertigstellung war im Sommer des Jahres 2015.   

## Trivia
Am 12. Februar 2014 wurde ein Video auf die Videoplattform YouTube hochgeladen, das die beiden russischen Gebäudekletterer (Roofer) Wadim Machorow und Witali Raskalow bei der illegalen Besteigung des Turms zeigt.

## Auszeichnungen (Auswahl)
- 2016: Emporis Skyscraper Award
- 2016: Outstanding Structure Award – International Association for Bridge and Structural Engineering (IABSE)
- 2016: Tall Building Award – Best Tall Building Asia & Australasia Winner vom Council on Tall Buildings and Urban Habitat (CTBUH)

## Filme
- Shanghai Tower. (OT: The Vertical City.) Dokumentarfilm, Großbritannien, USA, 2013, 43:44 Min., Buch und Regie: Rob Slater, Produktion: Blink Films, PBS, Reihe: Wolkenkratzer – Die spektakulärsten Hochhäuser der Welt, (OT: Super Skyscrapers), Original-Erstausstrahlung: 19. Februar 2014 bei PBS, deutsche Erstausstrahlung: 14. Februar 2018 bei ZDFinfo, Inhaltsangabe von fernsehserien.de, online-Video.

- Shanghai Tower. Wolkenkratzer – Geniale Technik. (OT: The Shanghai Tower. Skyscraper Of TheFuture.) Dokumentarfilm, Großbritannien, 2015, 42:55 Min., Buch und Regie: Tom Weller, Matthew Grosch, Greg Williams, Produktion: Twofour Productions, Reihe: Geniale Technik, (OT: Impossible Engineering), Original-Erstausstrahlung: 11. Mai 2015 bei Yesterday, deutsche Erstausstrahlung: 7. April 2015 bei n-tv, Inhaltsangabe von fernsehserien.de, online-Video.